# Gruppo problemistico italiano
Il Gruppo problemistico italiano, in acronimo GPI, è un'organizzazione scacchistica che ha gestito il movimento problemistico italiano e, dal 1937 al 1966, ha organizzato le prime 15 edizioni del Campionato italiano di soluzione (rif. albo d'oro Campionati italiani di soluzione). A partire dal 1967 il Campionato italiano di soluzione viene organizzato dall'Accademia scacchistica italiana (ASI).
Venne progettato nel settembre del 1934 e costituito a Milano il 7 aprile 1935.
Segretario venne nominato Giovanni Ferrantes e organo ufficiale del GPI è stata la rivista L'Italia Scacchistica.

## Albo d'oro Campionato italiano di soluzione
- 1937 Ferruccio Castiglioni
- 1938 Vincenzo Castaldi
- 1954 Rodolfo Prete
- 1955 Rodolfo Prete
- 1956 Giovanni Garzia
- 1957 Oscar Bonivento
- 1958 Armando Silli
- 1959 Giuseppe Laco
- 1960 Paolo Musolino
- 1961 Oscar Bonivento
- 1962 Paolo Musolino
- 1963 Renato Pinna
- 1964 Oscar Bonivento
- 1965 Alfonso Dipietro
- 1966 Alfonso Dipietro